# 挪亚区

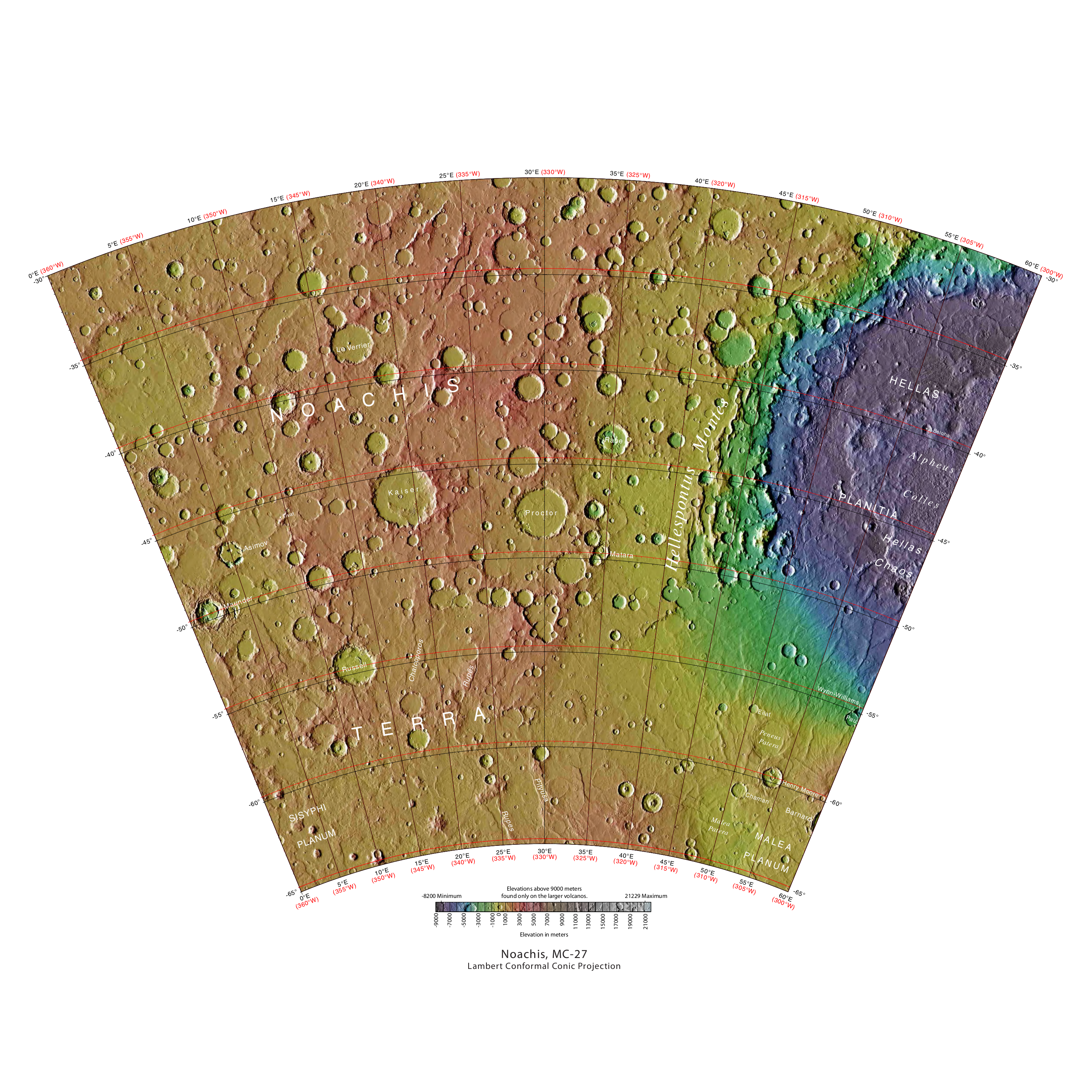
挪亚区

挪亚区（英語：Noachis quadrangle）是美国地质调查局太空地质学研究计划（Astrogeology Research Program）对火星表面划分的30个区域之一，编号为MC-27。
挪亚区覆盖了火星西经300°至360°、南纬30°至65°的区域。该区的撞击坑密度很高，是火星上最古老的地区之一。火星的挪亚纪（Noachian）便以此得名。